# Jon Schmidt
Jon Schmidt (nacido en 1966) es un pianista americano que reside actualmente en Bountiful, Utah. Él describe su estilo como "la nueva era clásica." Nacido de padres inmigrantes alemanes que lo familiarizaron con las obras de compositores como Beethoven, Mozart y Chopin. Comenzó a escribir canciones a los 11 años, hasta la fecha ha publicado ocho álbumes y siete libros de piano que contienen transcripciones de arreglos originales.
Actualmente trabaja con Steven de Sharp Nelson en un proyecto llamado ""The Piano Guys" que se ha ganado la fama a través de Internet.
Su trabajo se describe a menudo como música "New Age" con los elementos pop de gancho y melodía. Sus trabajos también aparecieron en los discos de muestra para la Lomega Hipzip Digital Audio Player con las piezas "Sacred Ground", "All of Me" y "Waterfall". Sus influencias incluyen a Mannheim Steamroller, Billy Joel y Beethoven.

## Vida personal
Jon Schmidt nació de padres inmigrantes alemanes, y recibió una educación temprana de música. Schmidt comenzó a componer ya cuando tenía 11 años, comenzó a dar lecciones poco después, y comenzó una exitosa carrera en solitario en sus primeros veinte años.
Debido a que estaba preocupado de que no sería capaz de tener una exitosa carrera musical, en la universidad estudió inglés con planes de obtener un MBA. Sin embargo, abandonó estos planes después de un exitoso concierto.
Schmidt es miembro de La Iglesia de Jesucristo de los Santos de los Últimos Días. Uno de sus CDs es una colección de himnos sin letra. Schmidt también ha trabajado con Peter Breinholt en la producción de música para "Especially for Youth".
Schmidt y su esposa Michelle tienen cinco hijos.
En octubre de 2016, una de sus hijas, Annie de 21 años, desapareció en una excursión en Oregón. Después de semanas de búsqueda, finalmente el cuerpo sin vida de Annie apareció. Se determinó que su muerte había sido accidental.

## Discografía
"The Piano Guys", 2012
1. Titanium Pavane
2. Peponi (Paradise)
3. Code Name Vivaldi
4. Beethoven's 5 Secrets
5. Over the Rainbow Simple Gifts
6. Cello Wars (unedited)
7. Arwen's Vigil
8. Moonlight
9. A Thousand Years
10. Michael Meets Mozart
11. The Cello Song
12. Rolling in the Deep
13. What Makes You Beautiful

"Hits Volume 1", 2011
1. Michael Meets Mozart
2. Moonlight
3. Without You
4. The Cello Song
5. Rolling in the Deep
6. Cello Wars (Radio Edit)
7. O Fortuna
8. Bring Him Home
9. Charlie Brown Medley
10. Rock Meets Rachmaninoff
11. All of Me

"Hits Volume 1 Limited Edition", 2011
1. Michael Meets Mozart
2. Moonlight
3. Without You
4. The Cello Song
5. Rolling in the Deep
6. Cello Wars (Radio Edit)
7. O Fortuna
8. Bring Him Home
9. Charlie Brown Medley
10. Rock Meets Rachmaninoff
11. All of Me
12. More Than Words
13. Twinkle Lullaby

"Bonus Tracks", 2009, JS Productions
1. Love Story meets Viva la Vida (Taylor Swift Remix)
2. Long Long Ago (Piano/Cello)
3. Jessica's Theme (from The Man from Snowy River)
4. Road Trip
5. 8:42 at Red Rock Canyon (Verbal Intro)
6. 8:42 at Red Rock Canyon
7. All of Me (Sut's Fav.) Live
8. Dumb Song Live
9. Peanuts Medley Live (Linus & Lucy, Track Meet - Vince Guaraldi Cover)
10. Death of Dumbledore
11. Thank You (For the Heroes)
12. The Fishing Stream
13. ROCKmaninoff (Prelude in C-sharp minor - Rachmaninoff)

Hymns Without Words, 2006, JS Productions
1. For the Beauty of the Earth
2. Renaissance Hymn (Let Zion in Her Beauty Rise / Saints Behold How Great Jehovah)
3. Baptism Hymn
4. A Poor Wayfaring Man of Grief
5. Our Savior's Love
6. Onward Christian Soldiers
7. Hymn of Nature (All Creatures of Our God and King)
8. Funeral Hymn (Jesus the Very Thought / Tribute)
9. That Easter Morn
10. O Savior, Thou Who Wearest a Crown
11. Behold the Wounds in Jesus' Hands

Winter Serenade, 2004, JS Productions
1. In The Bleak Midwinter
2. Pachelbel meets U2
3. North Pole Express (Ding Dong Merrily On High)
4. Wexford Carol
5. Still, Still, Still
6. First Run
7. Winter Serenade (Sussex Carol)
8. Deep Winter (Prelude in B-flat minor)
9. Last Lullaby (Thomas' Song)
10. I Will

To The Summit, 2000, JS Productions
1. Prelude (My Little Girl)
2. Rush Hour on the Escalante
3. To the Summit
4. Night Song
5. Game Day (Highland Games)
6. Air on the "F" String
7. Our Song
8. I Do
9. Can't Help Falling in Love
10. Sacred Ground

Jon Schmidt Christmas, 1997, Shadow Mountain
1. Were you There?
2. Bring A Torch Jeanette Isabella
3. Christmas Medley
4. Stars Were Gleaming
5. I Saw Three Ships
6. Star Carol
7. It Came Upon A Midnight Clear
8. Christmas Morning
9. Süsser de Glocken
10. Christmas Hymn
11. Lo, How a Rose Ere Blooming
12. Behold and See
13. Gaelic Blessing
14. Silent Night

Day in the Sunset, 1994, Aubergine Records
1. By Moonlight
2. Soaring
3. Morning Light
4. Care Free
5. Going Home
6. Solace
7. Christopher's Song
8. Longing
9. Second Variation
10. Big Sky Sunset

Walk in the Woods, 1993, Aubergine Records
1. Good Times (Class Of '84)
2. Waterfall
3. Passages
4. Winter Wind
5. Walk In The Woods
6. Hymn of Spring
7. Bells of Freedom
8. Good Day
9. Tribute (Rose-Anne's Song)
10. Cherished Moments

August End, 1991, Aubergine Records
1. Heart of a Child
2. Homecoming
3. Nativity
4. First Love
5. Ridin' West
6. August End
7. Piece Of The Storm
8. All Of Me
9. Song Of The Ocean
10. Bedtime Story

## Singles
- Dumb song (live) - Jon en un concierto en vivo en el 2000.

- Tres canciones en 2003 del álbum "Piano Portraits" de Jon Schmidt, Paul Cardall, David Tolk y Michael R. Hicks:
  - 1. My Little Girl
  - 7. The Fishing Stream
  - 11. Morning Light

- Dos canciones en 2006 del álbum "Sacred Cello" de Steven Sharp Nelson:
  - 3. Clair De Lune - compuesta por Claude Debussy
  - 8. Rapsodia sobre un tema de Paganini - compuesta por Serguéi Rajmáninov, organizada por Jon Schmidt y Steven Sharp Nelson.

- Una canción en 2008 del álbum "Tender Mercies" de Steven Sharp Nelson:
  - 8. New World